# Provincia de Ucayali
La provincia del Ucayali es una de las ocho que conforman el departamento de Loreto en el oriente del Perú. Limita por el norte y por el este con la provincia de Requena, por el sur con el departamento de Ucayali y el departamento de Huánuco, y por el oeste con el departamento de San Martín.
Desde el punto de vista jerárquico de la Iglesia católica, forma parte del vicariato apostólico de Requena.

## Historia

#### La leyenda del origen de Contamana
La leyenda habla de la presencia de la figura mítica de la sirena salida del Ucayali que sentada en una playa sembró una palmera y a su sombra disfrutaba el paisaje con el sol y la luna. Un curioso indio shipibo llegó entre el verdor para conquistarla, algo que nunca pudo conseguir por la negativa de la mujer de pechos desnudos y con medio cuerpo de pez, la que siempre escapaba a las aguas. Tanta fue la curiosidad que atrajo que alarmada la legendaria fémina se fue para nunca más volver, dejando encantando a otros shipibos que decidieron sembrar más palmeras y conformar el pueblo donde esperarían por siempre a la encantadora sirena. A este pueblo llamarían Contamaná.

### Evangelización y fundación por un franciscano
Este año se cumplieron doscientos trece años de la fundación de Contamana por los franciscanos. Contamana se funda en 1807, aunque los datos sobre su existencia como pueblo se remontan muchas décadas atrás. Los franciscanos vinieron a evangelizar y su tarea no fue fácil, muy por el contrario, debido a que en esos tiempos los shipibos cuyas poblaciones se extendían por el Ucayali desde Contamana hasta los ríos Tamaya, Pisqui y Aguaytía, eran enemigos irreconciliables de los shetebos y conibos. La tarea fue ardua y bastante peligrosa. Los religiosos lograron amistar con mucha paciencia y sagacidad. 
Contamaná era el nombre original que significa (cerro de la palmera). Ésta fue fundada por el fraile Buenaventura Márquez, y fue un poblado que inicialmente pertenecía al vicariato de Requena. Algunos historiadores y otros investigadores de las heredades indican que no se sabe fecha ni el año exacto de la creación del pueblo de Contamana. 
Aunque, en los manuscritos del franciscano Buenaventura Márquez, se reconoce como fecha de la fundación la del 21 de enero de 1807. En este lugar (en Contamana) o quizá un poco más allá. Pero, en este distrito donde está actualmente, habitaban familias de shipibos, cunibos y también amahuacas los que fueron tratados por el fraile Buenaventura, buscando la armonía en sus relaciones, logrando finalmente su propósito y fue así que su propósito fue alcanzado:  fundar el pueblo. Contamana es consecuencia de esa decisión, la valentía de los sacerdotes franciscanos que imponiendo su valor a la trayectoria guerrera, bravía y fuerte de los indígenas, lograron fundarla.
Aunque también existe una versión sobre la fundación de Contamana referida por el sabio Antonio Raimondi, que la creación siempre fue de manos de fray Buenaventura Márquez pero en 1803.
Contrario a esta versión, el mismo sacerdote en su diario dice que «En una expedición que hice para fundar el pueblo, en el sitio llamado Contamana, yo Fr. Buenaventura Marques (sic), día veintiuno de mil ochocientos siete, puse el agua de bautismo a tres párvulos».
La revisión de los apuntes históricos no niega la fundación de Contamana por los franciscanos reafirmándose en los escritos del Hno. Lorenzo que describe «Contamana, fue asiento misional anexo a la misión de Cashiboya. Aunque Contamana, ha tenido varias fundaciones y repetidas ubicaciones a causa de las diabluras del Ucayali, la primera fundación data del 21 de enero de 1807, tal como consta en un documento de puño y letra de su fundador que se encuentra en el archivo parroquial de la ciudad».

### La provincia de Ucayali y su creación política
La creación política de la provincia de Ucayali ha sido objeto de diversas interpretaciones a lo largo del tiempo. Algunos registros antiguos señalan su establecimiento mediante la supuesta Ley N.º 03995, promulgada el 13 de octubre de 1900, durante el gobierno del presidente Eduardo López de Romaña, estableciendo en ese entonces como distritos integrantes a Sarayacu, Santa Catalina, Callería, Masisea y Contamana, siendo esta última la ciudad capital.
Sin embargo, es la Ley N.º 9815, promulgada el 2 de julio de 1943, la que formaliza de manera clara la estructura jurisdiccional de la provincia de Ucayali, delimitando su conformación territorial a cuatro distritos:
Contamana, capital provincial, comprendiendo ambas márgenes del río Ucayali entre el río Cushima (inclusive) y la desembocadura del río Cushabatay (exclusive), extendiéndose al oeste hasta el departamento de San Martín y al este hasta la frontera con Brasil.
Vargas Guerra, con capital en Orellana, abarcando las márgenes del Ucayali entre los ríos Sarayacu (exclusive) y Cushabatay (inclusive).
Sarayacu, con capital en Dos de Mayo, incluyendo ambos márgenes del Ucayali desde la desembocadura del río Sarayacu (inclusive) hasta el canal de Puinahua por la margen izquierda y hasta la boca del río Maquía (exclusive) por la margen derecha.
Padre Márquez, con capital en Tiruntán, abarcando el tramo del río Ucayali desde el río Cushima (exclusive) hasta el límite meridional de la provincia, incluyendo sus afluentes y subafluentes.
Con el transcurrir de los años, las transformaciones territoriales, el crecimiento poblacional y las nuevas necesidades de desarrollo impulsaron modificaciones en la estructura distrital de la provincia. Algunos de los distritos originalmente mencionados fueron integrados a otras provincias o regiones, e incluso algunos fueron suprimidos.
Actualmente, la provincia de Ucayali, perteneciente al departamento de Loreto, está conformada por cinco distritos: Sarayacu, Vargas Guerra, Padre Márquez, Pampa Hermosa e Inahuaya.

## División administrativa
La provincia tiene una extensión de 29,293.47 km² y se encuentra dividida en 6 distritos.
| Ubigeo | Distrito      | Capital       | Población según el censo de 2017 (INEI) | Mapa de provincia de Ucayali |
| ------ | ------------- | ------------- | --------------------------------------- | ---------------------------- |
| 160601 | Contamana     | Contamana     | 23.883 habs.                            |                              |
| 160602 | Inahuaya      | Inahuaya      | 1.738 habs.                             |                              |
| 160603 | Padre Márquez | Tiruntán      | 3.697 habs.                             |                              |
| 160604 | Pampa Hermosa | Pampa Hermosa | 5.388 habs.                             |                              |
| 160605 | Sarayacu      | Dos de Mayo   | 13.464 habs.                            |                              |
| 160606 | Vargas Guerra | Orellana      | 6.467 habs.                             |                              |

## Población
Según el Instituto Nacional de Estadística e Informática (INEI), la provincia de Ucayali tiene una población de 54.637 habitantes de acuerdo con el último censo oficial del 2017 y una proyección de 63.265 habitantes para el año 2023.

### Población Electoral
Según la Oficina Nacional de Procesos Electorales (ONPE), en las últimas elecciones regionales y municipales (2022), la población electoral de la provincia de Ucayali fue de 47.597 electores hábiles.
| N.º                 | Distritos     | Nº de Electores hábiles |
| ------------------- | ------------- | ----------------------- |
| 1                   | Contamana     | 18.208                  |
| 2                   | Sarayacu      | 9.958                   |
| 3                   | Vargas Guerra | 7.231                   |
| 4                   | Padre Márquez | 4.947                   |
| 5                   | Pampa Hermosa | 4.835                   |
| 6                   | Inahuaya      | 2.418                   |
|                     | TOTAL         | 47.597                  |
| Fuente: (ONPE) 2022 |               |                         |

## Límites
La provincia de Ucayali, con capital la ciudad de Contamana, limita con los distritos de Pinahua, Maquía y Alto Tapiche, provincia de Requena; las provincias de Coronel Portillo y Padre Abad, departamento de Ucayali; la provincia de Leoncio Prado, departamento de Huánuco; las provincias de Bellavista, Picota y San Martín, departamento de San Martín, y el distrito de Teniente César López Rojas, provincia de Alto Amazonas.
Por el norte limita con los distritos de Puinahua y Maquía, provincia de Requena.

El límite se inicia en un punto de coordenada UTM 440 000 m E y 9 328 000 m N, se dirige en dirección Este por la divisoria de aguas de la quebrada Sacarita (tributario: quebrada León) y la quebrada Chambira pasando por las cotas:  Hasta cruzar el río Pacaya en un punto en su álveo de coordenada UTM 476 000 m E y 9 328 500 m N, sigue en dirección Noreste por la divisoria de aguas del río Ucayali (tributarios: quebrada Paynaco y canal Puinahua) y el río Pacaya (tributario: quebrada Alfaro) pasando por las cotas:  continúa en dirección Sureste en línea recta cruzando el canal de Puinahua en un punto en su álveo de coordenada  continúa en línea recta hasta un punto en el álveo del río Ucayali  .

Poe el este limita con los distritos de Maquía y Alto Tapiche, provincia de Requena, y la provincia de Coronel Portillo, departamento de Ucayali.

El límite se inicia en un punto en el álveo del río Ucayali de coordenada UTM 541 105 m E y 9 352 747 m N, continúa en dirección Suroeste por el thalweg del río Ucayali hasta un punto en su álveo (desembocadura del río Yanayacu) de coordenada UTM 534 600 m E y 9 342 600 m N; prosigue en dirección Sureste por el thalweg del río Yanayacu hasta un punto en su álveo (desembocadura del río Maquía) de coordenada UTM 530 750 m E y 9 331 000 m N; continúa en dirección Sur por la divisoria de aguas del río Yanayacu (tributario: quebrada Romayna), el río Ucayali (tributarios: quebradas Maquillo, Catahuayo, Agua Calientes, Raya, Cachiyacu, Mashiria, ríos Pacaya, Cashiboya, quebradas Pumayo, Olufiluco, Sabalo, 
Cashiboillo, Ahuaya, Lecheyacu, Zarzal y Roaboillo) y el río Maquía (tributarios: quebradas Sungaro, Yamia, Palometa y Huangana), los ríos Callería, Tacshitea (tributario: quebrada Agua Blanca), pasando por las cotas ... Hasta la cota 206 de coordenada UTM 553 242 m E y 9 139 599 m N.

Por el sur limita con las provincias de Coronel Portillo y Padre Abad, departamento de Ucayali.

El límite se inicia en la cota 206 de coordenada UTM 553 242 m E y 9 139 599 m N, continúa en dirección Suroeste por la divisoria de aguas de una quebrada sin nombre y el río Tacshitea pasando por las cotas: ...
Hasta cruzar el río Ucayali en un punto en su álveo de coordenada UTM 534 000 m E y 9 120 000 m N, continúa en dirección Suroeste por el thalweg de la Tipishca Espinal hasta un punto en su álveo de coordenada UTM 531 000 m E y 9 118 000 m N, sigue en la misma dirección en línea recta hasta un punto en el álveo del curso secundario del río Ucayali de coordenada UTM 526 500 m E y 9 113 750 m N; el límite continúa en la misma dirección por la divisoria de aguas de la quebrada Renacal, ríos Tahuaya, Pisqui y el río Aguaytia (tributarios: ríos Juanita y Santa Ana) pasando por las cotas:... Hasta la cota 2119 de coordenada UTM 395 950 m E y 9 036 400 m N.

Por el oeste limita con la provincia de Leoncio Prado, departamento de Huanuco; las provincias de
Bellavista, Picota y San Martín, departamento de San Martín, y el distrito de Teniente César
López Rojas, provincia de Alto Amazonas.

El límite se inicia en la cota 2119 de coordenada UTM 395 950 m E y 9 036 400 m N, continúa en dirección Norte por la divisoria de aguas de los ríos Pisqui, Cushabatay (tributarios: ríos Panya, Pauyo y Chambira) y el río Biabo (tributarios: ríos Panajillo, Sungaro y Bombonajillo), río Ponasa (tributarios: quebradas Cumbira, Shamboyacu, río Chambira, quebradas Pucushcayacu y Mishquiyacu), quebrada Chipaota, pasando por las cotas: ... Hasta la cota 1263 de coordenada UTM 388 398 m E y 9 248 260 m N; el límite sigue en dirección Este por la divisoria de aguas de los ríos Cushabatay y Chipurana, pasando por las cotas: ... Hasta la cota 678 de coordenada UTM 442 710 m E y 9 249 512 m N, el límite continúa en
dirección Norte por la divisoria de aguas del río Ucayali (tributarios: río Santa Catalina, quebrada San Pablo y río Alfaro), el río Pacaya (tributario: quebrada Sacarita) y el río Huallaga (tributarios: ríos Chipuruna y Yanayacu, quebradas Matador y Yaracyacu) pasando por las cotas: ... Hasta un punto de coordenada UTM 440 000 m E y 9 328 000 m N; punto de inicio de la presente descripción.

## Capital
La capital de esta provincia es la ciudad de Contamana, ubicada a 134 m s. n. m.

## Autoridades

### Regionales
- Consejeros regionales
  - 2023-2026[8]

  1. José Gabriel Villasís Ruíz (Movimiento Esperanza Región Amazónica)
  2. Marcial Barbarán Levy (Voluntad General Amazónica)

### Municipales
- 2023-2026[8]
  - Alcalde: Rodolfo Pedro Lovo Tello, del Movimiento Esperanza Región Amazónica (MERA)

- - Regidores:

  1. Mauro Raúl Ruiz Villa (Restauración Nacional)
  2. Armando Flores López (Restauración Nacional)
  3. Diana Carolina Aguilar Noronha (Restauración Nacional)
  4. Franco Roberto Tafur Barbarán (Restauración Nacional)
  5. Walter Rengifo Shahuano (Restauración Nacional)
  6. Carlos Vásquez Mori (Restauración Nacional)
  7. Mikey Arévalo Hidalgo (Movimiento Esperanza Región Amazónica)
  8. Pablo Medina Negrón (Movimiento Integración Loretana)
  9. Juan Pedro Olaza Hidalgo (Todos por el Cambio en la Provincia de Ucayali)

## Festividades
1. Enero: Fundación franciscana de Contamana 
2. Junio: Juan el Apóstol/San Juan
3. Octubre: San Francisco de Asís, patrono de Contamana 
4. Octubre: Aniversario de creación de la provincia